# Église d'Hämeenlinna
L'église d'Hämeenlinna (en finnois : Hämeenlinnan kirkko) est une église évangélique-luthérienne située dans le quartier Saaristenmäki d'Hämeenlinna en Finlande. 

## Description
L'église en briques recouvertes de crépi blanc est conçue par Louis-Jean Desprez en 1789 et construite de 1792 à 1798 au bord de la place du marché.
À l'origine c'est un édifice circulaire recouvert d'une coupole conçu pour rappeler le Panthéon de Rome admiré par Gustave III.
En 1892, les modifications conçues par Josef Stenbäck feront disparaître le cachet original de l'église.
Les modifications suivantes Ilmari Launis réalisées en 1912 ajouteront des décorations murales et des vitraux colorés.
Pendant les rénovations de 1964, Aarno Ruusuvuori cherchera à redonner à l'édifice son cachet d'origine en enlevant presque toutes les fioritures ajoutées au fil des modifications successives.
Toutefois la disposition des sièges ne sera pas modifiée et ne retrouvera pas sa forme originelle d'amphithéâtre
L'église recevra de nouvelles orgues de la fabrique d'orgues de Kangasala qui seront rénovées en 1978. 
Les orgues actuelles à 36 jeux sont fabriquées en 2003 par Georges Heintz.
Le retable  peint par Alexandra Frosterus-Såltin s'intitule  L'apparition du sauveur à Marie-Madeleine le matin de Pâques.